# Fomitiporia
Fomitiporia là một chi nấm thuộc họ Hymenochaetaceae. Theo ước tính năm 2008, chi nấm phân bố rộng khắp này có 11 loài, mặc dù có 3 loài mới được xác định vào năm 2010 ở châu Phi cận Sahara thông qua sử dụng kỹ thuật phân tích phát sinh loài phân tử đa gen. Năm 2011, người ta thông báo một mẫu của một loài mới F. ellipsoidea được phát hiện với thân lớn nhất trong các loài nấm được biết đến.

## Các loài
- Fomitiporia aethiopica
- Fomitiporia apiahyna
- Fomitiporia australiensis
- Fomitiporia bannaensis
- Fomitiporia dryophila
- Fomitiporia ellipsoidea
- Fomitiporia erecta
- Fomitiporia gabonensis
- Fomitiporia ivindoensis
- Fomitiporia langloisii
- Fomitiporia mediterranea
- Fomitiporia polymorpha
- Fomitiporia pseudopunctata
- Fomitiporia punctata
- Fomitiporia tabaquilio